# Rimasco
Rimasco – miejscowość i gmina we Włoszech, w regionie Piemont, w prowincji Vercelli.
Według danych na rok 2004 gminę zamieszkiwały 154 osoby, 6,4 os./km².
1 stycznia 2018 gmina została zlikwidowana.